# Closer (Marber)
Closer è un dramma del 1997 composto dal drammaturgo inglese Patrick Marber. Si tratta del secondo dramma scritto da Marber ed è la seconda parte di una trilogia teatrale che sfrutta la Londra contemporanea come scenario. Le altre due opere che compongono la trilogia sono La scelta del mazziere del 1995 e Howard Katz del 2001.

## Trama
Il dramma è ambientato nella Londra degli anni novanta del XX secolo e racconta le vicende di quattro personaggi: Alice, una giovane spogliarellista statunitense, Dan, giornalista londinese, Larry, dermatologo londinese ed Anna, una fotografa statunitense.
I quattro, nel corso degli anni, intrecciano delle relazioni tra loro. Dan ed Alice si incontrano casualmente ad un semaforo sul Blackfriars Bridge, quando Alice viene investita. In ospedale, i due fanno conoscenza ed iniziano una relazione: il medico che visita velocemente Alice è Larry, che nota una cicatrice particolare, precedente l'incidente, su una gamba della ragazza. Mesi dopo Dan, che nel frattempo ha un libro in pubblicazione e convive con Alice che ha intrapreso il lavoro di cameriera abbandonando i club di spogliarello, fa la conoscenza di una fotografa chiamata Anna, innamorandosene perdutamente. Anna ha, però, un divorzio alle spalle e non vuole intrecciare una relazione con un uomo già impegnato.
Per sfogare il suo desiderio represso, Dan chatta su internet spacciandosi per Anna, finendo per combinare un appuntamento al buio proprio con Larry. I due si incontrano casualmente e si innamorano, decidendo di sposarsi.
Dopo alcuni mesi, Dan e Alice presenziano ad un vernissage di Anna, dove avviene un secondo incontro tra Alice e Larry, il quale prova un'infatuazione per lei. Parlando del loro primo incontro, Larry le chiede la causa della strana cicatrice sulla gamba ed Alice fornisce una risposta evasiva, differente dalla prima versione riferitagli in ospedale. Dan ed Anna hanno modo di parlare, ma di fronte alle avances di Dan, Anna sembra opporre un netto rifiuto. In realtà Dan ed Anna iniziano a frequentarsi e la situazione viene a galla quando i due confessano ai rispettivi partner i loro tradimenti. Alice abbandona la casa di Dan e la stessa cosa fa Larry, al quale viene inoltrata una richiesta di divorzio da parte di Anna.
Anna e Dan vivono ora insieme, e l'unica cosa che sembra opporsi alla loro felicità è il matrimonio, ancora valido, tra Larry e lei. Per la firma delle carte Anna accetta di fare del sesso con Larry e Dan, il quale scopre la verità proprio grazie alla sincerità della sua compagna, si reca allo studio di Larry per chiarire la situazione. Nel frattempo Larry, disperato per l'abbandono da parte di Anna, si reca in uno strip club dove incontra Alice, irrintracciabile da tempo, che fa di nuovo la spogliarellista e si fa chiamare Jane Jones. Inutilmente Larry sembra parlare con lei, perché Alice nega di essere la donna che ha conosciuto all'ospedale e che ha incontrato al vernissage di Anna.
Allo studio di Larry avviene uno scontro tra Dan ed il dermatologo, durante il quale Larry mette al corrente Dan che Anna non ha mai presentato le carte per il divorzio all'avvocato e che è intenzionata a ricostruire il matrimonio. Dan è disperato e piange per la perdita di Alice: Larry gli svela di sapere dove lei si trovi ma non nasconde di aver avuto con lei un'avventura di carattere sessuale. Gli confida anche di avere a che fare con una masochista: la cicatrice che tanto incuriosiva Larry è il segno di una ferita autoinfertasi da Alice.
Le coppie si sono ricomposte: Anna e Larry sono di nuovo marito e moglie e Alice e Dan ricominciano la loro vita di coppia, decidendo di passare una vacanza insieme a New York. L'insistenza di Dan per avere informazioni sull'avventura tra lei e Larry sconfortano Alice, che si sente defraudata nella fiducia. Decide così di lasciare Dan, il quale la lascia picchiandola dopo aver ricevuto uno sputo in faccia da lei.
Mesi dopo Larry ed Anna, che hanno messo fine al loro matrimonio, si incontrano in un piccolo cimitero vittoriano, il Postman's Park, dove è celebrata la memoria di persone comuni che hanno dato la loro vita per gli altri. Qui trovano la tomba di Alice Ayres, una sconosciuta morta nel XIX secolo che aveva ispirato l'identità fasulla di Jane Jones, la ragazza che tutti conoscevano come Alice.

## Rappresentazioni in Italia
Closer è stato messo in scena per la prima volta in Italia dalla Fox & Gould Produzioni, nella stagione 2001/2002, regia di Luca Guadagnino, con Gianmarco Tognazzi, Claudia Gerini, Bruno Armando e Alessandra Acciai, scene Paolo Polli, costumi Alessandro Lai, luci Raffaele Perin, musiche originali Walter Fasano, traduzioni Silla Cenovi.

## Adattamenti
Dal dramma è stato tratto il film Closer del 2004 per la regia di Mike Nichols.